# Juan Alcántara (poeta)
Juan Alcántara (Ciudad de México, 1959) es un traductor, poeta y ensayista mexicano.

## Biografía
Nacido en la Ciudad de México en 1959, se ha desempeñado durante la mayor parte de su carrera como coordinador del Seminario de Poesía y Poética Moderna y Contemporánea de la Universidad Iberoamericana, así como académico de la misma institución.
Ha colaborado en diversas revistas como Poesía y poética y El poeta y su trabajo. Es autor y coautor de múltiples libros de poesía como El amor en el mundo (1997), Los héroes (2001), El amor en el mundo seguido de El ramo roto (2010), El río (notas y poemas) (2013), La posteridad (2017), y Cuaderno Nielo (2019), entre otros.

## Publicaciones seleccionadas

### Poesía
- Alcántara, Juan (1997). El amor en el mundo (1., 1. reimpr edición). Huixquilucan, Méx: Oak Ed. ISBN 9789709198102.
- Alcántara, Juan (2001). Los héroes. Filodecaballos.
- Alcántara, Juan (2010). El amor en el mundo seguido de El ramo roto. México: Textofilia Ediciones. ISBN 9786077818090.
- Alcántara, Juan (2013). El río: notas y poemas (Primeraición edición). Mexico, D.F: Fondo de cultura económica. ISBN 9786071615268.
- Alcántara, Juan (2017). La posteridad. Dharma Books Publishing.
- Alcántara, Juan; Jiménez, Reynaldo (2019). Cuaderno nielo (Primeraición edición). Ciudad de México: Matadero Editorial. ISBN 9786079812874.